# Elkem
Elkem est une entreprise spécialisée dans la production de silicium (pour cellule photovoltaïque), silicone, alliages pour fonderie et de matériaux de carbone. Son siège social est à Oslo (Norvège). Elle est la propriété du groupe chinois China National Bluestar, qui est la propriété du groupe public ChemChina, l'une des plus grandes entreprises chimiques de la république populaire de Chine.
L'entreprise est fondée en 1904 par Samuel Eyde sous le nom Det Norske Aktieselskap for Elektrokemisk Industri, communément abrégé Elektrokemisk. En 1918, elle dépose le brevet de la cuve Söderberg, du nom de l'employé Carl Wilhelm Söderberg qui la développa. Elektrokemisk se développe alors à l'échelle internationale dans le domaine de l'aluminium, et en 1958, elle commence même à produire elle-même de l'aluminium. En 1963, l'entreprise s'allie à Alcoa, et en 2009, cette dernière hérite des usines de production d'aluminium lorsque Elkem se retire du secteur.